# 田辺玄々
田辺 玄々（たなべ げんげん、男性、寛政8年（1796年） – 安政5年12月18日（1859年1月21日））は、江戸時代後期の日本の書家・篆刻家である。
名は祐憲または憲、字は伯表、号は玄々の他に尚松竹楓園・東田居などがある。通称は飛騨。京都の人。

## 略伝

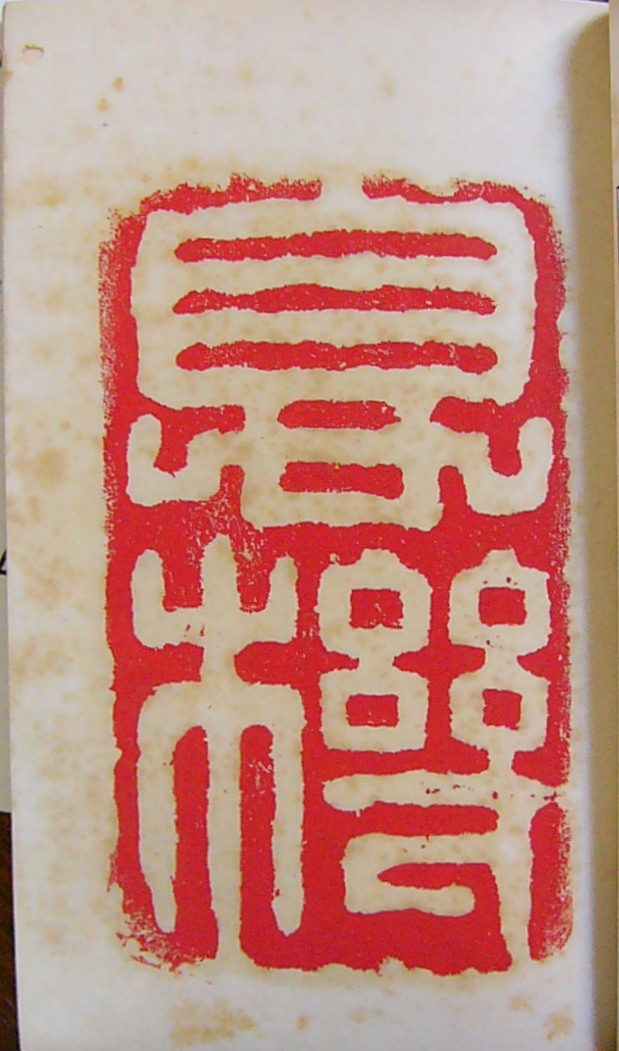
磁印　息機

東寺外山吹町の富裕な家に生まれる。幼い頃より書画を好んだ。武元登々庵に就いて書を学び、高野僧空居より太師流の書法を授かる。画は中林竹洞に師事した。篆刻に巧みで、中年以後は磁印の創作に没頭。粘土で鈕式を作って、印文を刻し焼成して磁印を製作する法を開発している。その精妙さは大いに賞賛された。東寺に候人として仕え、のちに法眼位に叙されている。頼山陽、青木木米、僧雲華院大含などの当代一流の文人と交流している。享年66。南部狐塚（京都市南区唐橋）に埋葬される。

## 著作
- 印譜
  - 『玄々瓷印譜』一帙二冊　天保2年（1831年）
  - 『拾玉印譜』